# 竹田俊造
竹田 俊造（たけだ しゅんぞう、1873年12月26日 - 1950年11月21日）は、日本の牧師、伝道者、神学校教師。日本伝道隊の創始者の1人。

## 生涯
- 1873年 和歌山で徳川家の漢医であった慶安定時の息子として生まれる。
- 大阪の泰西学館で学んでいる時、宮川経輝館長に導かれて、1889年川口基督教会で洗礼を受ける。
- 同志社に入学。
- 1895年頃 同志社在学時に英国人宣教師バークレー・バックストンの説教に感銘を受けて、同志社を中退して松江市赤江のバックストンのもとで修養を受ける。
- 1897年 パゼット・ウィルクスを鳥取県境港市に迎えに行く。竹田とウィルクスはその後27年間共に働く。
- 1904年 バックストンの帰国後、パゼット・ウィルクスを中心に、三谷種吉、御牧碩太郎らと共に日本伝道隊を組織する。
- 1925年 日本伝道隊から離脱して、復興教会を設立する。野畑新兵衛が構成員として加わる。
- 1937年5月 再来日したバックストンを神戸港に出迎える。
- 1950年 死去。

## 人物像
- 神戸で安藤仲市に洗礼を授けた。